# Abraham
Abraham (hebr. אברהם) je prema Bibliji praotac židovskog naroda, a smješta se u razdoblje između 2000. i 1300. pr. Kr. Pripada mu povlašteno mjesto u tzv. povijesti spasenja. Podatke o njemu daju samo religijski spisi. Tako Knjiga Postanka o Abrahamu daje religiozni prikaz s tragovima triju predaja: jahvist naglašava blagoslove i Božja obećanja, elohist vjeru ovog praoca, a svećenička predaja ističe Savez i obrezanje. Njegov je lik, lik čovjeka kojeg je Bog privukao sebi i podvrgao ga kušnji, u namjeri da od njega učini velik narod. Osnovna mu je karakteristika budna i besprigovorna vjera.

## Etimologija
Prema drevnom shvaćanju ime ne samo da označuje neko biće, već određuje i njegovu narav. Stoga promjena imena znači i promjenu sudbine. Prvotno ime ovog lika Starog zavjeta bilo je Abram, što u pučkoj etimologiji znači moj je otac uzvišen, a kasnije on dobiva ime Abraham, što bi značilo otac mnoštva (naroda).

## Najvažnije iz života
Abrahamov otac bio je Terah, a potjecao je iz Ura. Braća su mu bili Nahor i Haran. Terah je sa svojom obitelji iselio iz Ura i zaustavio se u Haranu (grad!), a točan razlog tog iseljenja je nepoznat. Moguće da je ta selidba u sklopu seobe polunomadskih Semita i drugih naroda prema plodnom polumjesecu u 3. i 2. tisućljeću pr. Kr., zatim da je razlog socijalno-ekonomskog karaktera (glad?) ili objava Boga. Ur je na jugu Mezopotamije, dok je Haran na sjeveroistoku. To je prvo seljenje prema Obećanoj zemlji. Drugo je poduzeo Abraham sa svojom ženom Sarajom, nećakom Lotom i skupinom ljudi. Oni kreću iz Harana prema Kanaanu, a postaje su im: Šekem, Betel, pustinja Negev, zbog gladi Egipat, ponovno Negev, Betel i, po Božjem nalogu, Hebron.  Abraham od Boga prima obećanja koja se svode na tri: brojno potomstvo, zemlja i mesijansko obećanje. Abraham umire sa 175 godina i biva pokopan u istoj grobnici kao i žena mu Sara.

## Savez
Abraham je poznat po savezu koji je sklopio s Bogom. To opisuje Knjiga Postanka u poglavljima 15 (jahvist i elohist) i 17 (svećenička predaja). Drevni oblik sklapanja saveza sastojao se u tome da bi ugovaratelji prolazili između okrvavljenih dijelova rasječenih životinja i na sebe prizivali njihovu sudbinu u slučaju kršenja prihvaćene obveze. Ovdje Bog prolazi u liku ognja. Takav oblik teofanije prisutan je na više mjesta u Starom zavjetu (gorući grm, stup od ognja itd.) To prolaženje između rasječenih polovica je, uz promjenu imena i obrezanje, simbol saveza.

## Abrahamove žene i potomstvo

### Sara i Ketura
Abrahamova prva žena bila je Saraja, kasnije prozvana Sara. Etimološki to znači kneginja, pramajka kraljeva. U biblijskom izvještaju postoje zbunjujuća mjesta o tome da je ona ujedno i Abrahamova sestra (Post 12; 20). Prema običajima Gornje Mezopotamije u huritskoj aristokraciji muž je mogao fiktivno adoptirati svoju ženu kao svoju `sestru´ i ona bi tada uživala veći ugled i posebne povlastice. Izgleda da biblijski autor ne poznaje taj običaj, baš kao ni Egipćani iz navedenog izvještaja, kada smatraju da mu je ona doista sestra. No, ovo je tumačenje nesigurno. Sara je umrla sa 127 godina u Kirjat Arbi, tj. u Hebronu. Abraham joj je kupio grobnicu, spilju na poljani Makpeli nasuprot Mamri, i to je prvi njegov posjed u kanaanskoj zemlji. Nakon Sarine smrti Abraham je za ženu uzeo Keturu koja mu je rodila šestoricu sinova: Zimrana, Jokšana, Medana, Midjana, Jišbaka i Šuaha.

### Jišmael
Jišmael je Abrahamov prvorođenac, ali usprkos tomu on nije sin obećanja pa je udaljen iz Obećane zemlje. Sara je bila nerotkinja, a po mezopotamskom pravu neplodna je žena mogla svome mužu dati za ženu jednu od svojih sluškinja i priznati za svoju djecu onu koja se rode iz te veze. Tako Sara daje Egipćanku Hagaru Abrahamu i rađa se Jišmael. To ime značilo bi neka Bog usliša ili Bog čuje. Njegovi su potomci pustinjski Arapi, samostojno i lutalačko pleme.

### Izak
Izak je sin obećanja, sin kojeg su Abraham i Sara dobili kao ispunjenje Božjeg obećanja potomstva, iako su oboje bili u poodmakloj dobi. Ime se tumači prema korijenima različitih riječi, ali sve imaju veze sa smijehom. Neke su od mogućih: Bog se nasmija, pokaza naklonost, smijati se, igrati se… Njegovo žrtvovanje bila je temeljna kušnja Abrahamove vjere, a ne znak da su tadašnji Židovi svome Bogu prinosili ljudske žrtve, što je bio običaj okolnih kultova politeizma.

## Abraham u kršćanstvu i islamu
Tri velike svjetske monoteističke religije smatraju Abrahama svojim praocem i prorokom jer je opisan kao prvi vjernik u jednog Boga. Kršćanstvo ga smatra svojim praocem i poziva se na njega i njegovu krjepost vjere, a osim u spisima Novoga zavjeta, primjerice u Iv 8,39-40; Dj 7,16; Rim 4,1; Gal 4,22; Heb 11,8; Jak 2,21-23, spominju ga i apokrifi, primjerice Abrahamova apokalipsa i Abrahamova oporuka. Islam ga smatra prorokom i spominje ga u svojim svetim spisima, a 14. sura u Kuranu nazvana je po njemu.